# Rafael (ort)
Rafael är en ort i Chile.   Den ligger i provinsen Provincia de Ñuble och regionen Región del Biobío, i den södra delen av landet, 400 km sydväst om huvudstaden Santiago de Chile. Rafael ligger 192 meter över havet och antalet invånare är 1 273.
Terrängen runt Rafael är platt åt sydost, men åt nordväst är den kuperad. Rafael ligger nere i en dal. Närmaste större samhälle är Tomé, 14,7 km väster om Rafael. 
I omgivningarna runt Rafael växer i huvudsak städsegrön lövskog. Runt Rafael är det ganska tätbefolkat, med 62 invånare per kvadratkilometer.